# علم نونافوت

علم نونافوت

اعتمد علم نونافوت رسميا في يوم 1 نيسان - أبريل من عام 1999 م. وينقسم العلم إلى نصفين باللونين الأصفر والأبيض يفصل بينهما inukshuk (لايوجد لها تعريف باللغة العربية) باللون الأحمر وتوجد نجمة زرقاء خماسية الشكل في أعلى الجهة اليمنى من العلم.